# Scelotes mossambicus
Scelotes mossambicus — вид сцинкоподібних ящірок родини сцинкових (Scincidae). Мешкає в Південній Африці.

## Поширення і екологія
Scelotes mossambicus мешкають на північному сході ПАР, на півдні Мозамбіку та в Есватіні. Вони живуть в кам'янистих саванах з трав'яним підліском, на висоті до 1300 м над рівнем моря.